# Axinidris tridens
Axinidris tridens é uma espécie de inseto do gênero Axinidris, pertencente à família Formicidae.